# Sindicato do Norte
Sindicato do Crime do RN (SDC-RN; portugiesisch auch Sindicato do RN, Sindicato do Rio Grande do Norte, Sindicato do Norte; übersetzt Verbrechensgewerkschaft von Rio Grande do Norte) ist ein Drogenkartell in Brasilien. Das Sindicato ist in Gewaltverbrechen, Drogen- und Waffenhandel sowie Prostitution involviert und rivalisiert mit anderen Gangs um die Vorherrschaft in brasilianischen Städten und in Gefängnissen. Das Sindicato do Norte kämpft primär um die Kontrolle des Drogenhandels im Nordosten Brasiliens (Região Nordeste).

## Geschichte
Sie wurde am 27. März 2003 durch Abtrennung von dem Primeiro Comando da Capital (PCC, deutsch Erstes Hauptstadtkommando) aus São Paulo mit eigener Befehlsstruktur gegründet.
2016 brach der Waffenstillstand zwischen den beiden größten Drogenkartellen Brasiliens, dem Primeiro Comando da Capital und dem Comando Vermelho (CV, deutsch Rotes Kommando) aus Rio de Janeiro zusammen. Seitdem sind die Kämpfe um die Vorherrschaft im Drogenhandel in Nord-Brasilien wieder entflammt. Das Sindicato do Crime do RN gilt als Verbündeter des CV.
Laut der brasilianischen Justiz gehörten Anfang 2017 ca. 200 bis 300 der in den brasilianischen Gefängnissen Inhaftierten dem Sindicato do Crime do RN an.

## Gefängniskämpfe in Alcaçuz 2017
Das Sindicato steht im Kampf gegen das Primeiro Comando da Capital, der größte kriminelle Organisation des Landes mit Stammsitz in der Hauptstadt São Paulo.
Mitte Januar 2017 kam es über 14 Stunden zu einer bestialischen Auseinandersetzungen in der Staatlichen Haftanstalt Alcaçuz in Nísia Floresta im Nordosten Brasiliens. Mitglieder des Sindicato do Norte drangen in das Gebiet des Primeiro Comando da Capital innerhalb des Gefängnisses ein. Vor Beginn der Auseinandersetzung wurde der Strom abgestellt. Deshalb funktionierten die Störsender nicht, die die Kommunikation per Handy innerhalb und aus dem Gefängnis verhindern sollen. Die Kämpfe wurden von Gangmitgliedern außerhalb der Haftanstalt unterstützt: Kurz zuvor hätten sich Männer in einem Auto dem Gefängnis genähert und Waffen über die Mauer geworfen, sagte die Präsidentin der Gewerkschaft der Justizvollzugsbeamten.
Bei den Kämpfen starben mindestens 27 Menschen. Die meisten Leichen wurden geköpft und verstümmelt. Die Militärpolizei rückte nach 72 Stunden schwer bewaffnet mit gepanzerten Fahrzeugen in das Gefängnis ein. Die Haftanstalt Alcaçuz ist für 620 Gefangenen ausgelegt und hatte 2017 mindestens 1083 Insassen.
Während die Regierung des Bundesstaats Rio Grande do Norte von 27 Todesopfern sprach, könnten es laut Polizeiermittlern über 30 Tote sein.